# Chajoux
Le Chajoux est une rivière française du département des Vosges, dans la région Grand Est. C'est un affluent direct de la Moselotte en rive droite, donc un sous-affluent de la Moselle et du Rhin.

## Géographie
Le Chajoux naît dans le massif des Vosges. Il est l'exutoire du Lac de Lispach qui a une île centrale. Sa longueur est de 7,7 km. Il coule dans la vallée du même nom. Le long de son parcours, il est grossi par de nombreuses gouttes (ruisseaux) issues des versants. Un barrage est installé sur son cours juste avant la confluence de la Goutte de la Tenine. La route départementale D34C longe son cours depuis le col des Faignes sous Vologne au nord-est, et jusqu'au croisement avec la D34 dans la commune de la Bresse, juste à côté de la confluence avec la Moselotte. Le chemin de grande randonnée GR533 suit aussi sa vallée à l'est.

### Commune et canton traversés
Le Chajoux s'écoule intégralement sur le territoire de la commune de La Bresse, dans le canton de La Bresse  dans l'arrondissement d'Epinal.

### Bassin versant
Le ruisseau de Chajoux traverse une seule zone hydrographique 'La Moselotte de sa source au ruisseau de Chajoux (inclus)' (A410) de 48 km2 de superficie.

## Affluents
Le Chajoux a cinq affluents référencés (en gras) :
- Ruisseau de la Grande Basse (rg) qui a son embouchure dans le lac de Lispach,
- Goutte de la Rouge Faigne (rg), 2,3 km sur la seule commune de La Bresse[2]
- Goutte de Noire Basse (rd), sur la seule commune de La Bresse
- Goutte de la Tenine (rd), 1,2 km sur la seule commune de La Bresse[3] avec un affluent:
  - Goutte des Champy (rd) la seule commune de La Bresse
- Goutte du Saichy (rg), 1,3 km avec un affluent, sur la seule commune de La Bresse[4]
- Goutte de l'Etang de la Cuve (rg), 1,4 km sur la seule commune de La Bresse[5]
- Goutte du Haut Rouan (rg), 1,2 km[6] avec un affluent : 
  - Goutte du Pré Jacquot (rg), sur la seule commune de La Bresse
- Goutte des Chantenés (rd), sur la seule commune de La Bresse
- Goutte de Moyenmont (rg), sur la seule commune de La Bresse
- Goutte de la Lunelle (rd), sur la seule commune de La Bresse
- Goutte de la Roche (rd), sur la seule commune de La Bresse
- Goutte des Rives (rd), sur la seule commune de La Bresse

Le rang de Strahler est donc de trois.